# Brucknerstraße (Weimar)

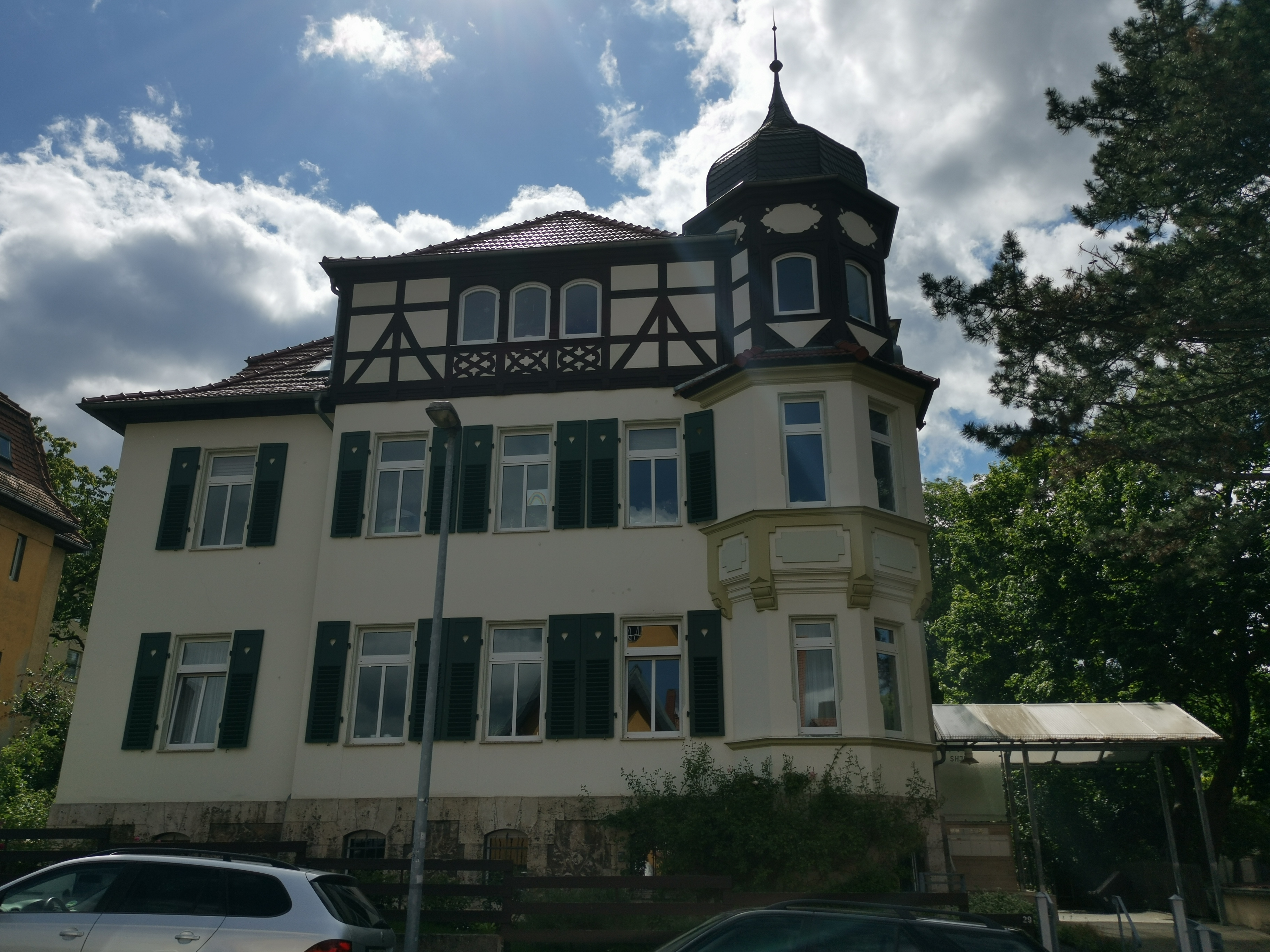
Scheidemantelsches Wohnhaus in der Brucknerstraße 29

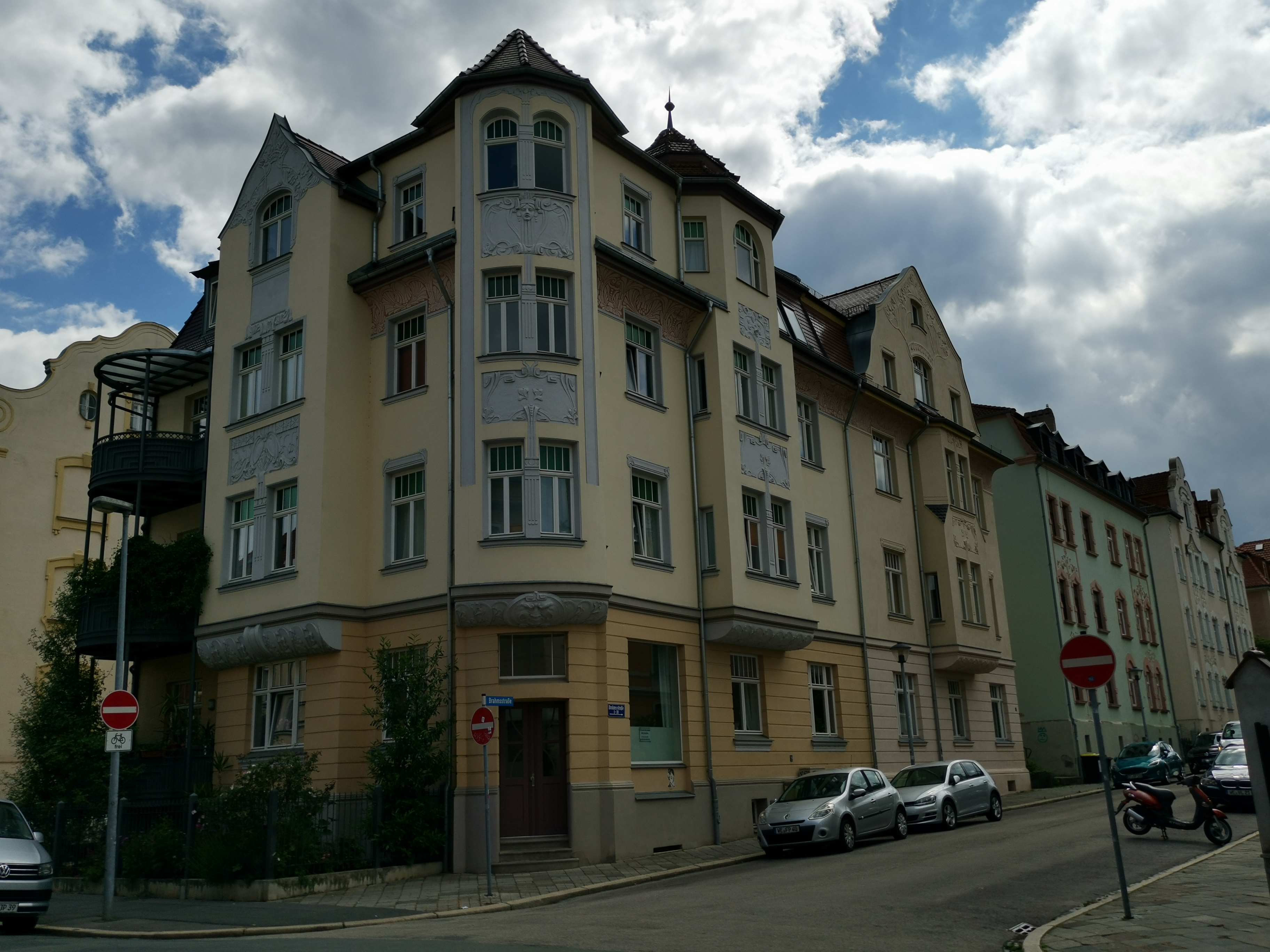
Brucknerstraße 11/Brahmsstraße 1

Die Brucknerstraße in der Westvorstadt von Weimar hatte ihren Namen von dem österreichischen Komponisten Anton Bruckner bekommen. Gewissermaßen vom Schwanseebad von der Schwanseestraße verläuft diese in südliche Richtung, überquert die Erfurter Straße und endet an der Schubertstraße. Einem alten Stadtplan von 1915 zufolge hieß sie einmal Sedanstraße.
In der Brucknerstraße 29 hatte der Weimarer Hoftischler Hermann Scheidemantel sein Wohnhaus, während die Möbelfabrik Hermann Scheidemantel sich in der Schwanseestraße 41 befand. Beide Gebäude sind noch erhalten.
Die gesamte Brucknerstraße steht auf der Liste der Kulturdenkmale in Weimar (Sachgesamtheiten und Ensembles). Das Wohnhaus Brucknerstraße 11/Brahmsstraße 1 steht zudem auf der Liste der Kulturdenkmale in Weimar (Einzeldenkmale). Dieses ist ein Jugendstilgebäude.